# Giải thưởng Nguyên tử vì Hòa bình
Giải thưởng Nguyên tử vì Hòa bình là một giải thưởng của Hoa Kỳ được thành lập từ năm 1955 để đáp ứng bài diễn văn "Nguyên tử vì Hòa bình" của tổng thống Dwight D. Eisenhower đọc trước Đại hội đồng Liên Hợp Quốc. Quỹ tiền thưởng ban đầu của giải là số tiền 1.000.000 dollar Mỹ do Công ty Ford tài trợ. Một hội phi lợi nhuận độc lập được thành lập để quản lý quỹ vốn. Tính đến năm 1969 đã có 22 người được trao giải này.

## Các người đoạt giải
- 1957 - Niels Bohr
- 1958 - George C. de Hevesy
- 1959 - Leó Szilárd và Eugene Paul Wigner
- 1960 - Alvin M. Weinberg và Walter Henry Zinn
- 1961 - Sir John Cockcroft
- 1963 - Edwin M. McMillan và Vladimir I. Veksler
- 1967 - Isidor I. Rabi, W. Bennett Lewis và Bertrand L. Goldschmidt
- 1968 - Sigvard Eklund, Abdus Salam, và Henry DeWolf Smyth
- 1969 - Aage Niels Bohr, Ben Roy Mottelson, Floyd L. Culler, Jr., Henry S. Kaplan, Anthony L. Turkevich  và Compton A. Rennie
- 1969 - Dwight D. Eisenhower